# Udranomia
Udranomia es un género de lepidópteros ditrisios de la subfamilia Eudaminae  dentro de la familia Hesperiidae. Es de distribución neotropical.

## Especies
- Udranomia eurus
- Udranomia kikkawai
- Udranomia orcinus
- Udranomia spitzi